# Eugénie Rocherolle
Eugénie Ricau Rocherolle, née le 24 août 1936 à La Nouvelle-Orléans et morte le 4 mars 2025, est une compositrice, pianiste, parolière et éducatrice musicale américaine, ayant commencé sa carrière en composant de la musique de groupe ou de chorale.

## Biographie
Eugénie Rocherolle naît et grandit à La Nouvelle-Orléans. Elle obtient son diplôme de la St. Martin's Episcopal School (en), avant d'étudier au Sophie Newcomb College (en) de l'Université Tulane, où elle obtient un baccalauréat en musique. Elle passe ses premières années de lycée à Paris, et y reçoit notamment un cours avec Nadia Boulanger. Elle publie son premier recueil de solos pour piano en 1978, recueil qui gagne un grand succès. Elle devient alors réputée dans le domaine de la composition pour piano aux États-Unis. À travers sa carrière, elle compose pour le chant en solo, la chorale, l'orchestre, la musique de théâtre et la musique de chambre,.
Elle fait partie des sept femmes de la National League of American Pen Women dont les travaux ont été choisis pour être joués en concert au Terrace Theater du John F. Kennedy Center for the Performing Arts. Elle reçoit plusieurs premiers prix lors de compétitions nationales des Pen Women. Elle est membre de l'ASCAP, de l'Association des compositeurs du Connecticut, la Fédération nationale des clubs musicaux (en) et l'Association nationale des professeurs de musique (en).
Les œuvres de Rocherolle ont notamment été jouées par Julie Rivers, une compositrice du Kansas, et publiées par Aureus Recordings sous les noms de Spinning Gold, en 1996, Tidings of Joy, dans la même année, Romancing the Piano, en 1998, puis Touch of Blue, en 2008,,.
Rocherolle a aussi tenu pendant plusieurs années une école de musique privée. Son mari et elle, qu'elle a rencontré lors de son retour de Paris, sont établis dans les Connecticut et ont quatre enfants.

## Œuvres
Les œuvres de Rocherolle sont publiées par la Neil A. Kjos Music Company (en).

### Solos pour pianos
- A Creative Christmas (GP359)
- American Sampler (GP322)
- Bayou Reflections (GP338)
- Blockbuster (GP346)
- Boogie Bonanaza (GP373)
- Christmas Anew (GP367)
- Christmas Around the Piano (GP337)
- Christmas Joy (GP404)
- Classical Theme and Variations (GP370)
- Cuatro Rumores Hispanicos (GP418)
- Discoveries (GP361)
- Extravaganza (GP364)
- Frisky Business (GP377)
- Hands Separately (GP358)
- Instrumental Inspirations (GP339)
- Just For Friends (GP365)
- Keepsakes (GP355)
- Miniatures (GP327)
- New Orleans Remembered (GP353)
- Pages From A Scrapbook (GP344)
- Parisian Promenade (WP391)
- Past Times (GP368)
- Rainbow's End, Niveau 2 (GP416)
- Rainbow's End, Niveau 3 (GP417)
- Romancing in Style, Music of the 21st Century, Niveau 7 (GP419)
- Seven Scenes (GP335)
- Shall We Gather (GP400)
- Simple Pleasures (GP348)
- Six Moods For Piano (WP36)
- Sonata No. 2 (GP363)
- Sonatina in C (GP351)
- Souvenirs du château (en) (GP369)
  - Une matinée au lavoir
  - Déjeuner dans la cour
  - Le donjon
  - Le salon de musique
  - La chapelle
- Vintage Favorites (GP350)
- Westwinds (GP372)

### Duos pour pianos
- Christmas Side By Side pour un piano, quatre mains (GP345)
- Headin' South... pour un piano, quatre mains (GP326)
- Let's Duet, Level 4 pour un piano, quatre mains (GP403)
- Rapsodie des Pyrénées pour deux pianos (GP375)
- Twice Blessed pour un piano, quatre mains (GP362)
- Waltz pour deux pianos (GP349)

### Trios pianos, violons et violoncelle
- A Tableau of Piano Trios (GP374)
- A Christmas Tableau of Piano Trios (GP376)
- Century Music Piano Trio No.3 (GP438)